# Colotis pallene
Colotis pallene is een vlindersoort uit de familie van de Pieridae (witjes), onderfamilie Pierinae. De diersoort komt voor in Zimbabwe.
Colotis pallene werd in 1855 beschreven door Hopffer.